# Масуђи Ибусе
Масуђи Ибусе (јап. 井伏 鱒二; Камо, 15. фебруар 1898 - Токио, 10. јул 1993) био је јапански књижевник. Сматра се једним од важнијих јапанских писаца двадестог века. 
Ибусе је првобитно желео да постане сликар, али се окренуо писању када је уписао Универзитет Васада 1918. године. Иако се у свету прославио тек након Другог светског рата, име у родном Јапану је стекао још тридесетих година, истакнувши се причом „Саламандер”  (Sanshōuo, 1929) и историјским романом „Џон Манђиро, отпадник” (Jon Manjiro hyōryūki, 1937). У својим књижевним делима обрађивао је различите теме, а истакао се пишући приче засноване на алегорији, историји и сеоском животу. Оштра сатира и ненаметљиви хумор спречавале су да његова дубока саосећајност према људским насавршеностима склизне у сентименталност. У свету је најпознатији по роману „Црна киша”  (Kuroi ame, 1966), где је приказао страдање цивила након пада атомске бомбе на Хирошиму.

## Биографија
Масуђи Ибусе је рођен у угледној породици самосталних земљопоседника. Детињство је провео у селу Камо, у источној перфектури Хирошиме. „Моја сећања на детињство”, истакао је Масуђи у свом есеју, „нису непријатна, можда зато што су временом избледела.” Икута, његов, отац, преминуо је 1903. године; отац му је био хладан и није био близак са сином, али је волео књижевност и објавио је једну песму под псеудонимом. Упркос томе, инсистирао је да ниједно његово дете не сме да постане писац. Велики утицај на Масуђија извршио је деда Тамизаемон који је инсистирао на чувању традиционалних обичаја, а у слободно време је скупљао антиквитете – хоби који је Масуђи наставио након дедине смрти.
Масуђи је био кратковид, те су га у школи задиркивали због дебелих стакала на наочарима. У адолесценцији га је више занимало сликарство неко писање. Након што је матурирао у средњој школи у Фукујами, Ибусе се пресели у Токио 1917. године, где је студирао француски језик на Васеда универзитету, а потом је уписао факултет уметности Нихон Биђуцу Гако. У овом периоду сусретао се са различитим модерним идејама које су струјале међу омладином оновременог Јапана – од надреализма до марксизма. Студијама је био везан за француску књижевност, али су га, попут већине оновремених омладинаца из Јапана, привлачили Толстој и Чехов.
Ибусе је своје ране приче, написане под утицајем западних писаца које је проучавао на факултету, почео да објављује почетком двадестих година. Његова прва књига „Ју хеи” (1923) није привукла већу пажњу. Из раног периода данас је најпознатија прича „Саншо уо” („Саламандер”) из 1929. године, у којој је са дозом благе ироније приказан саламандер превелик за своје легло. Пошто је био перфекциониса, Ибусе је ову прилу преправљао седам пута за време живота. Шире јавно признање стекао је када је најутицајнији јапански књижевни критичар Кобајаши Хидео похвалио таленат младог писца, истакнувши да су његова дела: „сложено и пажљиво обликована у сваком детаљу”.